# Pforzheim
Pforzheim /ˈpfɔɐ̯t͡sˌhaɪ̯m/ (in tedesco alemanno: Pforze) è una città extracircondariale della Germania situata nel Land del Baden-Württemberg. Si trova 25 km a est di Karlsruhe e 27 km a ovest di Stoccarda.

## Geografia fisica
Pforzheim è situata al limite settentrionale della Foresta Nera in un'ampia vallata alla confluenza di tre fiumi, il Würm con il Nagold e il Nagold con l'Enz. I romani furono i primi a sfruttare la posizione geografica, vi si insediarono sfruttando un guado che facilitava le comunicazioni. Più avanti Pforzheim divenne un importante centro per il commercio e i transito dei legnami che dalla Foresta Nera, per vie fluviali, arrivavano fino ai cantieri navali dei Paesi Bassi.

## Storia
I romani si insediarono nei pressi del fiume Enz nel 90 d.C. ma solo nel 1067 la città venne citata per la prima volta in un documento ufficiale. Dopo il 1150 venne fondata, poco più a occidente di quella vecchia, la parte nuova della città, la cosiddetta "città nuova" che nel 1200 venne riconosciuta come città. Nel corso del XIII e del XIV secolo nella città fiorirono attività commerciali e finanziarie ma nel XV secolo il periodo di prosperità terminò quando le famiglie patrizie che l'avevano finanziato abbandonarono la città. Nel 1447 vi si festeggiò il sontuoso matrimonio fra il margravio del Baden, Carlo I e Caterina d'Austria, sorella dell'imperatore Federico III. Nel 1556 il luteranesimo venne dichiarato religione di Stato. Tra il 1688 e 1697, nel corso dei combattimenti per la guerra del Palatinato, truppe francesi la saccheggiarono e incendiarono per ben tre volte. Nel 1767 all'interno del locale orfanotrofio venne fondata una fabbrica di gioielli e orologi, la seconda attività cessò per essere ripresa solo nel 1900 mentre la prima rappresentò la base per una tradizione che dura fino ad oggi. Nel 1861 la città venne raggiunta dalla ferrovia e nel 1900 riaprì la fabbrica di orologi che ebbe una forte espansione dopo il 1920 e l'invenzione dell'orologio da polso.
Nel 1945 un bombardamento aereo distrusse completamente il centro della città uccidendo 20 277 persone (quasi un abitante su tre: allora la città contava circa 65 000 abitanti) in circa 22 minuti. Nell'aprile dello stesso anno la città fu occupata dalle truppe francesi.

## Monumenti e luoghi d'interesse
Nel centro della città sono degni di nota il municipio moderno e la Chiesa di St. Michael.

## Cultura

### Musei
- Museo dell'arte orafa (Schmuckmuseum Pforzheim) con una notevole raccolta di gioielli di tutte le epoche.
- Museo della tecnica orafa (Technisches Museum der Pforzheimer Schmuck- und Uhrenindustrie)

## Amministrazione

### Gemellaggi
Pforzheim è gemellata con le seguenti città:
- Guernica, dal 1989
- Saint-Maur-des-Fossés, dal 1989
- Vicenza, dal 1991